# Juan de Dios de Larraín y Aguirre
Juan de Dios de Larraín y Aguirre (1799- 19 de marzo de 1818), fue un aristócrata y militar chileno, héroe de la batalla de Cancha Rayada.

## Biografía
Miembro del Clan de los Ochocientos, nació en Santiago y fue bautizado en la iglesia de Santa Ana el 10 de enero de 1799 por su tío Joaquín de Larraín y Salas con los nombres de Juan de Dios de los Dolores, como hijo de los Marqueses de Montepío, Martín José de Larraín y Salas y Josefa de Aguirre y Boza Andía-Irarrázabal, IV marquesa de Montepío y señora del Mayorazgo Aguirre en Santiago. Hermano del político liberal Vicente de Larraín y Aguirre. Fue hermano de los políticos liberales Vicente de Larraín y Aguirre y Bruno de Larraín y Aguirre.

## Trayectoria militar
Ingresó al Ejército de Chile como cadete en 1817, para luego ser ascendido a alférez de la II Compañía del Escuadrón de Granaderos el 2 de octubre de dicho año. 
José de San Martín solicitó al Bernardo O'Higgins poder contar con Larraín entre sus filas como Ayudante de Campo y por "pertenecer a una familia benemérita por sus servicios y decisión a favor de la Patria", a lo que accedió el libertador con fecha 6 de noviembre de 1817, materializándose el traslado del alférez Larraín como ayudante supernumerario del General argentino, y siendo ascendido al grado de teniente y agregado al Estado Mayor del Ejército.
Falleció soltero y sin sucesión de manera heroica en la batalla de Cancha Rayada el 19 de marzo de 1818.